# Poa wilhelminae
Poa wilhelminae är en gräsart som beskrevs av Jan Frederik Veldkamp. Poa wilhelminae ingår i släktet gröen, och familjen gräs. Inga underarter finns listade i Catalogue of Life.